# Agnes Nyanhongo
Agnes  Nyanhongo (Nyanga, 1960) es una escultora de Zimbabue. Junto con Colleen Madamombe, es una de las escultoras en piedra de su país más reconocidas.

## Datos biográficos
Nacida en Nyanga, Nyanhongo es la hija del  escultor de primera generación Claud Nyanhongo y hermana de Gedion Nyanhongo , y pasó mucho tiempo ayudando en el estudio de su padre durante su infancia. Ella comenzó a esculpir a tiempo completo cuando era muy joven, y en 1983 ingresó en los Talleres BAT (del inglés: BAT Workshops ) en Harare, donde pasó tres años.  
Estilísticamente, su trabajo es muy similar al de su padre, y toma como tema los problemas femeninos de diversos tipos. Sus esculturas se encuentran en la colección permanente del Parque de Esculturas Chapungu en Harare, en Loveland, Colorado  y también en el Museo de Arte al aire libre en Englewood (Colorado).